# Đội tuyển bóng đá nữ quốc gia Hoa Kỳ
Đội tuyển bóng đá nữ quốc gia Hoa Kỳ (tiếng Anh: United States women's national soccer team) là đội tuyển bóng đá nữ đại diện cho Hoa Kỳ tham gia thi đấu các giải bóng đá nữ quốc tế. Đội do Liên đoàn bóng đá Hoa Kỳ quản lý, là thành viên của FIFA và CONCACAF.
Đội tuyển bóng đá nữ Hoa Kỳ được xem là đội tuyển nữ thành công nhất thế giới khi đã 4 lần vô địch World Cup và 5 lần giành huy chương vàng bóng đá nữ Thế vận hội Mùa hè. Bên cạnh đó, đội còn sở hữu 7 chiếc Cúp vàng CONCACAF và 10 chiếc Cúp Algarve. Cùng với Đức, Hoa Kỳ là hai đội tuyển duy nhất từng đứng đầu bảng xếp hạng bóng đá nữ FIFA. Tuy nhiên, ở thời điểm hiện tại, đội đang đứng ở vị trí thứ năm. Đội được bầu là Đội tuyển của năm của Ủy ban Olympic Hoa Kỳ vào năm 1997 và 1999, còn Sports Illustrated bầu chọn cả đội tuyển là các Nữ vận động viên của năm 1999.

## Lịch sử

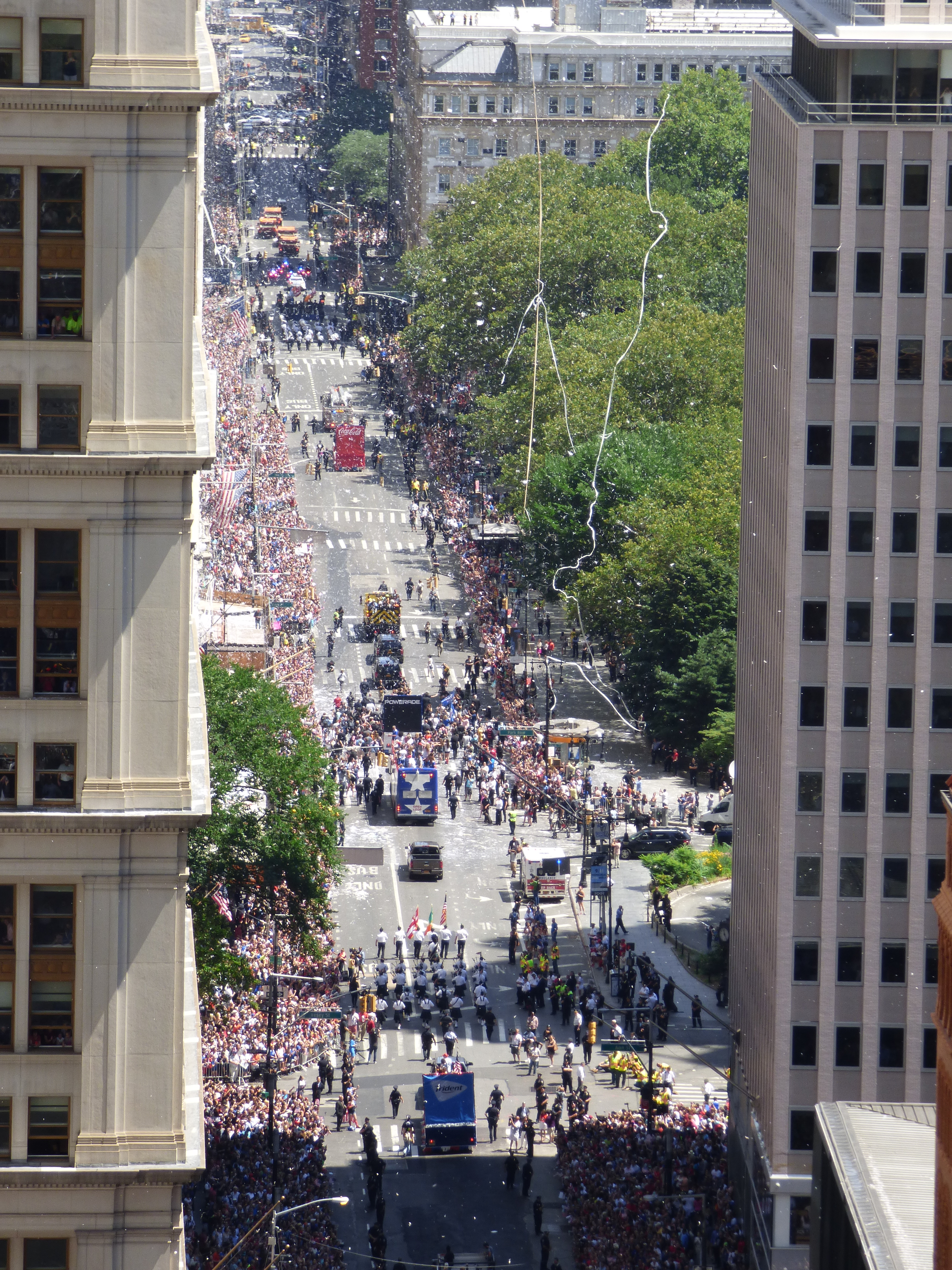
Buổi lễ diễu hành mừng chiến thắng trên đại lộ Canyon of Heroes ở Hạ Manhattan để mừng chiến thắng tại Giải vô địch bóng đá nữ thế giới 2015

Đội có trận đấu đầu tiên tại giải Mundialito gặp Ý vào ngày 12 tháng 8 năm 1985, dưới quyền của huấn luyện viên Mike Ryan, họ đã thua đối phương tối thiểu.
Một trong những chiến tích đáng nhớ nhất của Hoa Kỳ tại World Cup là vào năm 1999 là khi họ vượt qua Trung Quốc với tỷ số 5–4 ở loạt luân lưu trong trận chung kết. Trên 90.000 người (con số lớn nhất cho một sự kiện thể thao nữ) đã lấp đầy sân Rose Bowl để theo dõi trận đấu. Trong loạt luân lưu, Brandi Chastain là người sút thành công quả quyết định và pha ăn mừng của cô trở thành hình ảnh đáng nhớ khi cô quỳ gối xuống mặt cỏ, vẫy chiếc áo thi đấu ăn mừng và để lộ chiếc áo ngực thể thao, hình ảnh sau đó xuất hiện trên bìa tạp chí Sports Illustrated và trang nhất của nhiều tờ báo trong và ngoài nước Mỹ. Chiến thắng này giúp đội trở nên nổi tiếng hơn, đồng thời giúp cho bóng đá nữ nhận được nhiều sự chú ý hơn, cũng như tạo động lực cho những cô gái trẻ tham gia vào các môn thể thao. Tuy nhiên 4 năm sau họ thất bại trong việc bảo vệ ngôi Hậu khi thua Đức (về sau vô địch) 0-3 tại bán kết, dù vậy họ có huy chương đồng khi hạ Canada 3-1
Vào tháng 3 năm 2004, 2 trong số các cầu thủ xuất sắc nhất trong lịch sử của bóng đá nữ Hoa Kỳ nói riêng và bóng đá nữ thế giới nói chung, Mia Hamm (người sẽ giải nghệ trong năm 2004 sau khi kết thúc Thế vận hội Mùa hè 2004) và Michelle Akers (người đã giải nghệ), là 2 cầu thủ nữ cũng như 2 người Mỹ duy nhất có tên trong danh sách FIFA 100 gồm 125 cầu thủ vĩ đại nhất còn sống do Pelé bầu chọn nhân kỷ niệm 100 năm FIFA ra đời.  Cùng năm, đội đã đạt huy chương vàng tại thế vận hội mùa hè Athens 2004 sau chiến thắng 2-1 trước Brazil nhờ bàn thắng của Wambach ở hiệp phụ.
Tại Giải vô địch bóng đá nữ thế giới 2007,Hoa Kỳ đánh bại Anh 3-0 ở tứ kết nhưng sau đó phải chịu thất bại nặng nề nhất trong lịch sử đội bóng khi thua Brazil 0-4 ở bán kết. Họ sau đó đánh bại Na Uy để chiếm vị trí thứ ba. Abby Wambach là cầu thủ ghi bàn hàng đầu của đội với 6 bàn thắng, và Kristine Lilly là người Mỹ duy nhất có tên trong đội hình toàn sao của giải đấu.
Tại Thế vận hội Mùa hè 2008, họ bảo vệ thành công huy chương vàng khi thắng Brazil 1-0
Tại tứ kết Giải vô địch bóng đá nữ thế giới 2011 tại Đức, Hoa Kỳ đánh bại Brazil 5-3 trên chấm phạt đền. Bàn thắng của Abby Wambach ở phút 122 để gỡ hòa 2-2 đã được bình chọn là bàn thắng đẹp nhất trong lịch sử bóng đá Mỹ và là bàn thắng đẹp nhất trong lịch sử World Cup nữ.Mỹ đánh bại Pháp 3-1 trong trận bán kết, nhưng thua Nhật Bản 3-1 trên chấm phạt đền trong trận chung kết sau khi hòa 2-2 cả trận. Hope Solo được vinh danh là thủ môn xuất sắc nhất giải đấu và Abby Wambach đã giành được quả bóng bạc với tư cách là cầu thủ xuất sắc thứ hai của giải đấu.
Tại Thế vận hội Mùa hè 2012, Hoa Kỳ giành huy chương vàng thứ 4 trong 5 lần dự Olympic khi hạ Nhật Bản 2–1 ở trận chung kết trước 80.203 cổ động viên có mặt trên sân Wembley. Trước đó trong trận bán kết gặp Canada, các cầu thủ Mỹ đã 3 lần vươn lên dẫn trước trước khi cú đánh đầu thành bàn của Alex Morgan ở phút thứ 3 thời gian bù giờ hiệp phụ thứ 2 ấn định chiến thắng 4–3. Bàn thắng của Morgan (phút thứ 123) là bàn thắng được ghi muộn nhất trong một trận đấu do FIFA tổ chức.
Vào năm 2013, Hoa Kỳ giữ kỷ lục bất bại với 14 thắng và 2 hòa và là một phần trong chuỗi 43 trận kéo dài trong 2 năm. Chuỗi 43 trận bất bại kết thúc sau thất bại 1–0 trong trận gặp Thụy Điển ở Cúp Algarve 2014. Chuỗi trận bắt đầu bằng trận thắng 4–0 trước chính Thụy Điển tại Cúp Algarve 2012 sau trận thua 1–0 trước Nhật Bản. Vào tháng 12 năm 2013, USSF công bố đội hình 11 cầu thủ nữ xuất sắc nhất mọi thời đại của đội tuyển quốc gia USWNT All-Time Best XI.
Ngày 5 tháng 7 năm 2015, Hoa Kỳ đánh bại Nhật Bản 5–2 trong trận chung kết Giải vô địch bóng đá nữ thế giới 2015, giành chức vô địch World Cup thứ ba của mình. Carli Lloyd ghi 3 bàn trong vòng 16 phút đầu tiên của trận đấu, trong đó có một bàn từ khoảng cách 52 mét, trở thành hat-trick nhanh nhất kể từ lúc bắt đầu trận đấu. Sau chức vô địch thế giới 2015, đội tuyển được tổ chức buổi diễu hành tung hoa giấy ở thành phố New York, buổi diễu hành tung hoa giấy đầu tiên của một đội thể thao nữ, và nhận giải Outstanding Team tại ESPY Awards 2015 và một giải Teen Choice Award cho Nữ vận động viên yêu thích. Đội một lần nữa được vinh danh vào ngày 27 tháng 10 năm 2015 khi Tổng thống Barack Obama tiếp đón họ tại Nhà Trắng.
Một năm sau tại Rio de Janeiro, Hoa Kỳ bước vào hành trình bảo vệ tấm huy chương vàng bóng đá nữ Thế vận hội. Tuy vậy, họ để lại thất vọng lớn khi bị Thụy Điển hạ gục trong loạt penalty ở trận tứ kết. Sau giải, thủ môn chính của đội là Hope Solo bị Liên đoàn bóng đá Hoa Kỳ chấm dứt hợp đồng sau khi có phát ngôn coi thường đối thủ.
Năm 2019 tại Pháp, tuyển nữ Hoa Kỳ xác lập những kỷ lục World Cup mới với lần thứ hai liên tiếp bảo vệ thành công ngôi vương sau khi thắng Hà Lan 2–0 và mang về chiếc cúp vô địch thứ tư của họ. Các chân sút Mỹ ghi 26 bàn thắng, nhiều nhất tại một kỳ World Cup và có trận thắng thứ 12 liên tiếp, mạch chiến thắng dài nhất trong lịch sử sân chơi bóng đá lớn nhất hành tinh của cả nam và nữ. Chính quyền New York một lần nữa lên kế hoạch tổ chức diễu hành vinh danh "những cô gái Vàng" vào sáng mùng 10 tháng 7 dọc đại lộ Broadway. Thị trưởng New York Bill de Blasio và tổng thống Mỹ Donald Trump đã có những lời ca ngợi và chúc mừng đội tuyển Mỹ trên Twitter. Kể từ sau thất bại trước Úc tháng 7 năm 2017, đội đã "xé lưới đối phương" ở 45 trận đấu liên tiếp và ghi 148 bàn thắng.
Để nêu thông điệp bình quyền thu nhập giữa nữ và nam, 28 tuyển thủ nữ Hoa Kỳ từng nộp đơn lên Tòa án Liên bang để đưa Liên đoàn bóng đá Hoa Kỳ ra tòa vì vi phạm pháp luật Hoa Kỳ, trong đó nêu đích danh người không chịu thực thi các bước tiến tới bình quyền thu nhập là trưởng các bộ phận kiêm chủ tịch Liên đoàn Carlos Cordeiro.

## Hình ảnh của đội

### Truyền thông
Việc truyền hình trực tiếp tại Mỹ cho 5 kỳ World Cup nữ từ 1995 tới 2011 được cung cấp bởi ESPN/ABC và Univision, trong khi bản quyền của ba kì World Cup nữ từ 2015 tới 2023 được trao cho Fox Sports và Telemundo. Vào tháng 5 năm 2014 một hợp đồng được ki kết để phân chia bản quyền phủ sóng truyền hình của các trận đấu của đội tuyển nữ Hoa Kỳ giữa ESPN, Fox Sports, và Univision cho tới cuối năm 2022. Các trận của đội tuyển tại Giải vô địch bóng đá nữ CONCACAF 2014 và Cúp Algarve 2015 được Fox Sports phát sóng.
Trận đấu được nhiều người theo dõi nhất của đội là trận chung kết World Cup 1999 với Trung Quốc, với kỉ lục số người tới sân xem cao nhất cho một sự kiện thể thao nữ: 90.185 người có mặt tại Rose Bowl ở California. Trận đấu giữ kỉ lục số người xem cao nhất tại Mỹ cho một trận đấu bóng đá nữ với trung bình 17.975 triệu người xem và ước tính ít nhất 40 triệu lượt người xem, và là trận đấu bóng đá (cả nam và nữ) phát sóng bằng tiếng Anh được nhiều người xem nhất cho tới trận chung kết World Cup 2015 giữa Mỹ và Nhật.

### Trang phục
Màu trang phục của đội tuyển Mỹ kể từ khi thành lập hầu hết là xen kẽ giữa đỏ, trắng, hoặc xanh lam (màu quốc kỳ), với một số ngoại lệ như màu vàng ánh kim vào năm 2007, màu đen vào năm 2011, hay viền đen cùng tất màu xanh neon tại World Cup 2015. Năm 2012 đội bắt đầu mặc cùng màu áo với đội tuyển nam Hoa Kỳ, bắt đầu với bộ trang phục sọc ngang đỏ và trắng. Nike là nhà cung cấp trang phục thi đấu của LĐBĐ Mỹ vào năm 1995, và có thỏa thuận cung cấp trang phục cho tới năm 2022. Đội tuyển nữ Hoa Kỳ bắt đầu mang hai ngôi sao trên huy hiệu kể từ 1999 để tượng trưng cho hai chức vô địch thế giới. Ngôi sao thứ ba được thêm vào tháng 7 năm 2015.
| Sân nhà 1986–1996   | 1986–1996            | 1991–1994           | 1991–1994           | 1991–1998           | Sân nhà 1999        |
| Sân khách 1999      | 1999–2004            | 2000–2002           | 2003                | 2003                | 2004                |
| 2004                | Sân nhà 2005–2007    | Sân khách 2005–2007 | 2007–2009           | Sân nhà 2007-2009   | Sân khách 2007–2008 |
| Sân khách 2008–2009 | Sân nhà 2010–2011    | Sân khách 2010–2011 | Sân nhà 2011–2012   | Sân khách 2011–2012 | Sân nhà 2012–2013   |
| 2012–2013           | Sân nhà 2013         | Sân nhà 2014–2015   | Sân khách 2014–2015 | Sân nhà 2015–2016   | Sân khách 2015–2016 |
| Sân nhà 2016– 2018  | Sân khách 2016– 2018 |                     |                     |                     |                     |

## Thành tích tại các giải đấu

### Giải vô địch bóng đá nữ thế giới
| Năm       | Thành tích    | Số trận       | Thắng         | Hòa*          | Thua          | Bàn thắng     | Bàn thua      |                   | Huấn luyện viên |
| --------- | ------------- | ------------- | ------------- | ------------- | ------------- | ------------- | ------------- | ----------------- | --------------- |
| 1991      | Vô địch       | 6             | 6             | 0             | 0             | 25            | 5             | Anson Dorrance    |                 |
| 1995      | Hạng ba       | 6             | 4             | 1             | 1             | 15            | 5             | Tony DiCicco      |                 |
| 1999      | Vô địch       | 6             | 5             | 1             | 0             | 18            | 3             | Tony DiCicco      |                 |
| 2003      | Hạng ba       | 6             | 5             | 0             | 1             | 15            | 5             | April Heinrichs   |                 |
| 2007      | Hạng ba       | 6             | 4             | 1             | 1             | 12            | 7             | Greg Ryan         |                 |
| 2011      | Á quân        | 6             | 3             | 2             | 1             | 13            | 7             | Pia Sundhage      |                 |
| 2015      | Vô địch       | 7             | 6             | 1             | 0             | 14            | 3             | Jill Ellis        |                 |
| 2019      | Vô địch       | 7             | 7             | 0             | 0             | 26            | 3             | Jill Ellis        |                 |
| 2023      | Vòng 16 đội   | 4             | 1             | 2             | 1             | 4             | 1             | Vlatko Andonovski |                 |
| 2027      | Chưa xác định | Chưa xác định | Chưa xác định | Chưa xác định | Chưa xác định | Chưa xác định | Chưa xác định | Chưa xác định     |                 |
| Tổng cộng | 9/10          | 54            | 51            | 8             | 5             | 142           | 39            |                   |                 |

### Thế vận hội Mùa hè
| Năm       | Thành tích      | Số trận | Thắng   | Hòa*    | Thua    | Bàn thắng | Bàn thua |                   | Huấn luyện viên |
| --------- | --------------- | ------- | ------- | ------- | ------- | --------- | -------- | ----------------- | --------------- |
| 1996      | Huy chương Vàng | 5       | 4       | 1       | 0       | 9         | 3        | Tony DiCicco      |                 |
| 2000      | Huy chương Bạc  | 6       | 4       | 1       | 1       | 9         | 5        | April Heinrichs   |                 |
| 2004      | Huy chương Vàng | 6       | 5       | 1       | 0       | 12        | 4        | April Heinrichs   |                 |
| 2008      | Huy chương Vàng | 6       | 5       | 0       | 1       | 12        | 5        | Pia Sundhage      |                 |
| 2012      | Huy chương Vàng | 6       | 6       | 0       | 0       | 16        | 6        | Pia Sundhage      |                 |
| 2016      | Tứ kết          | 4       | 2       | 2       | 0       | 6         | 3        | Jill Ellis        |                 |
| 2020      | Huy chương Đồng | 6       | 2       | 2       | 2       | 12        | 10       | Vlatko Andonovski |                 |
| 2024      | Huy chương Vàng | 6       | 6       | 0       | 0       | 12        | 2        | Emma Hayes        |                 |
| 2028      | Chủ nhà         | Chủ nhà | Chủ nhà | Chủ nhà | Chủ nhà | Chủ nhà   | Chủ nhà  | Chủ nhà           |                 |
| Tổng cộng | 8/9             | 44      | 33      | 7       | 4       | 88        | 38       |                   |                 |

### Cúp Vàng nữ CONCACAF
| Năm       | Thành tích    | Số trận       | Thắng         | Hòa*          | Thua          | Bàn thắng     | Bàn thua      |                   | Huấn luyện viên |
| --------- | ------------- | ------------- | ------------- | ------------- | ------------- | ------------- | ------------- | ----------------- | --------------- |
| 1991      | Vô địch       | 5             | 5             | 0             | 0             | 49            | 0             | Anson Dorrance    |                 |
| 1993      | Vô địch       | 3             | 3             | 0             | 0             | 13            | 0             | Anson Dorrance    |                 |
| 1994      | Vô địch       | 4             | 4             | 0             | 0             | 16            | 1             | Tony DiCicco      |                 |
| 1998      | Không tham dự | Không tham dự | Không tham dự | Không tham dự | Không tham dự | Không tham dự | Không tham dự |                   |                 |
| 2000      | Vô địch       | 5             | 4             | 1             | 0             | 24            | 1             | April Heinrichs   |                 |
| 2002      | Vô địch       | 5             | 5             | 0             | 0             | 24            | 1             | April Heinrichs   |                 |
| 2006      | Vô địch       | 2             | 2             | 0             | 0             | 4             | 1             | Greg Ryan         |                 |
| 2010      | Hạng ba       | 5             | 4             | 0             | 1             | 22            | 2             | Pia Sundhage      |                 |
| 2014      | Vô địch       | 5             | 5             | 0             | 0             | 21            | 0             | Jill Ellis        |                 |
| 2018      | Vô địch       | 5             | 5             | 0             | 0             | 26            | 0             | Jill Ellis        |                 |
| 2022      | Vô địch       | 5             | 5             | 0             | 0             | 13            | 0             | Vlatko Andonovski |                 |
| Tổng cộng | Vô địch       | 39            | 37            | 1             | 1             | 199           | 6             |                   |                 |

## Đội hình hiện tại
Danh sách triệu tập cho World Cup nữ 2023.
Số trận và bàn thắng tính đến 6 tháng 8 năm 2023, sau trận gặp Thụy Điển.

| Số | VT | Cầu thủ          | Ngày sinh (tuổi)  | Trận | Bàn | Câu lạc bộ             |
| -- | -- | ---------------- | ----------------- | ---- | --- | ---------------------- |
| 1  | TM | Alyssa Naeher    | 20 tháng 4, 1988  | 95   | 0   | Chicago Red Stars      |
| 18 | TM | Casey Murphy     | 25 tháng 4, 1996  | 14   | 0   | North Carolina Courage |
| 21 | TM | Aubrey Kingsbury | 20 tháng 11, 1991 | 1    | 0   | Washington Spirit      |
|    |    |                  |                   |      |     |                        |
| 3  | HV | Sofia Huerta     | 14 tháng 12, 1992 | 31   | 0   | OL Reign               |
| 4  | HV | Naomi Girma      | 14 tháng 6, 2000  | 20   | 0   | San Diego Wave         |
| 5  | HV | Kelley O'Hara    | 4 tháng 8, 1988   | 160  | 3   | Gotham FC              |
| 12 | HV | Alana Cook       | 11 tháng 4, 1997  | 25   | 1   | OL Reign               |
| 14 | HV | Emily Sonnett    | 25 tháng 11, 1993 | 77   | 1   | OL Reign               |
| 19 | HV | Crystal Dunn     | 3 tháng 7, 1992   | 136  | 24  | Portland Thorns        |
| 23 | HV | Emily Fox        | 5 tháng 7, 1998   | 33   | 1   | North Carolina Courage |
|    |    |                  |                   |      |     |                        |
| 2  | TV | Ashley Sanchez   | 16 tháng 3, 1999  | 25   | 3   | Washington Spirit      |
| 8  | TV | Julie Ertz       | 6 tháng 4, 1992   | 122  | 20  | Angel City FC          |
| 9  | TV | Savannah DeMelo  | 26 tháng 3, 1998  | 3    | 0   | Racing Louisville      |
| 10 | TV | Lindsey Horan    | 26 tháng 5, 1994  | 133  | 29  | Lyon                   |
| 16 | TV | Rose Lavelle     | 14 tháng 5, 1995  | 91   | 24  | OL Reign               |
| 17 | TV | Andi Sullivan    | 20 tháng 12, 1995 | 49   | 3   | Washington Spirit      |
| 22 | TV | Kristie Mewis    | 25 tháng 2, 1991  | 53   | 7   | Gotham FC              |
|    |    |                  |                   |      |     |                        |
| 6  | TĐ | Lynn Williams    | 21 tháng 5, 1993  | 55   | 15  | Gotham FC              |
| 7  | TĐ | Alyssa Thompson  | 7 tháng 11, 2004  | 6    | 0   | Angel City FC          |
| 11 | TĐ | Sophia Smith     | 10 tháng 8, 2000  | 34   | 14  | Portland Thorns        |
| 13 | TĐ | Alex Morgan      | 2 tháng 7, 1989   | 211  | 121 | San Diego Wave         |
| 15 | TĐ | Megan Rapinoe    | 5 tháng 7, 1985   | 202  | 63  | OL Reign               |
| 20 | TĐ | Trinity Rodman   | 20 tháng 5, 2002  | 22   | 4   | Washington Spirit      |

### Triệu tập gần đây
Các cầu thủ dưới đây được triệu tập trong vòng 12 tháng.
| Vt | Cầu thủ                    | Ngày sinh (tuổi)  | Số trận | Bt | Câu lạc bộ          | Lần cuối triệu tập                      |
| -- | -------------------------- | ----------------- | ------- | -- | ------------------- | --------------------------------------- |
| TM | Adrianna Franch            | 12 tháng 11, 1990 | 10      | 0  | Kansas City Current | v. Cộng hòa Ireland; April 11, 2023     |
|    |                            |                   |         |    |                     |                                         |
| HV | Becky Sauerbrunn (captain) | 6 tháng 6, 1985   | 216     | 0  | Portland Thorns     | v. Cộng hòa Ireland; April 11, 2023     |
| HV | Tierna Davidson            | 19 tháng 9, 1998  | 49      | 1  | Chicago Red Stars   | v. Cộng hòa Ireland; April 11, 2023     |
| HV | Casey Krueger              | 23 tháng 8, 1990  | 38      | 0  | Chicago Red Stars   | v. Cộng hòa Ireland; April 11, 2023     |
| HV | Hailie Mace                | 24 tháng 3, 1997  | 8       | 0  | Kansas City Current | v. New Zealand; January 20, 2023        |
| HV | Carson Pickett             | 15 tháng 9, 1993  | 2       | 0  | Racing Louisville   | v. Tây Ban Nha; October 11, 2022        |
|    |                            |                   |         |    |                     |                                         |
| TV | Taylor Kornieck            | 22 tháng 11, 1998 | 12      | 2  | San Diego Wave      | v. Cộng hòa Ireland; April 11, 2023     |
| TV | Sam Coffey                 | 31 tháng 12, 1998 | 4       | 0  | Portland Thorns     | v. New Zealand; January 20, 2023        |
| TV | Jaelin Howell              | 21 tháng 11, 1999 | 5       | 1  | Racing Louisville   | v. Tây Ban Nha; October 11, 2022        |
|    |                            |                   |         |    |                     |                                         |
| TĐ | Ashley Hatch               | 25 tháng 5, 1995  | 19      | 5  | Washington Spirit   | v. Cộng hòa Ireland; April 11, 2023     |
| TĐ | Mallory Swanson            | 29 tháng 4, 1998  | 88      | 32 | Chicago Red Stars   | v. Cộng hòa Ireland; April 11, 2023 PRE |
| TĐ | Midge Purce                | 18 tháng 9, 1995  | 23      | 4  | Gotham FC           | 2023 SheBelieves Cup                    |

Chú thích:
- PRE: Đội hình sơ bộ
- PRO: Lý do cá nhân

## Ban huấn luyện

### Ban huấn luyện hiện tại
| Vị trí                  | Tên                       | Thời gian nhậm chức |
| ----------------------- | ------------------------- | ------------------- |
| Huấn luyện viên trưởng  | Vlatko Andonovski         | Tháng 10, 2019      |
| Trợ lý huấn luyện viên  | Milan Ivanovic            | Tháng 11, 2019      |
| Trợ lý huấn luyện viên  | Erica Dambach (tạm quyền) | Thang 1, 2020       |
| Huấn luyện viên thủ môn | Philip Poole              | Tháng 1, 2020       |

Nguồn

### Các đời huấn luyện viên trưởng
| Tên               | Thời gian            | Số trận | Thắng | Hòa | Thua |
| ----------------- | -------------------- | ------- | ----- | --- | ---- |
| Mike Ryan         | 1985                 | 4       | 0     | 1   | 3    |
| Anson Dorrance    | 1986–1994            | 93      | 66    | 5   | 22   |
| Tony DiCicco      | 1994–1999            | 119     | 103   | 8   | 8    |
| Lauren Gregg      | 1997–2000            | 3       | 2     | 1   | 0    |
| April Heinrichs   | 2000–2004            | 124     | 87    | 20  | 17   |
| Greg Ryan         | 2005–2007            | 55      | 45    | 9   | 1    |
| Pia Sundhage      | 2007–2012            | 107     | 91    | 10  | 6    |
| Tom Sermanni      | 2013–2014            | 23      | 17    | 4   | 2    |
| Jill Ellis        | 2012, 2014–2019      | 76      | 59    | 13  | 5    |
| Vlatko Andonovski | 2019–2023            | 65      | 51    | 9   | 5    |
| Twila Kilgore     | 2023–nay (tạm quyền) | 0       | 0     | 0   | 0    |
| Tổng              | Tổng                 | 727     | 570   | 86  | 71   |

Tính đến 17 tháng 8 năm 2023

## Kết quả và lịch thi đấu

### 2019
| 19 tháng 1 năm 2019 Giao hữu | Pháp                         | 3–1      | Hoa Kỳ       | Le Havre, Pháp                                                                                   |  |
| 14:30 ET                     | - Diani 9', 57' - Katoto 78' | Chi tiết | - Pugh 90+1' | Sân vận động: Sân vận động Océane Lượng khán giả: 22,780 Trọng tài: Pernilla Larsson (Thụy Điển) |  |

| 22 tháng 1 năm 2019 Giao hữu | Tây Ban Nha | 0–1      | Hoa Kỳ      | Alicante, Tây Ban Nha                                                                                 |  |
| 14:30 ET                     |             | Chi tiết | - Press 54' | Sân vận động: Sân vận động José Rico Pérez Lượng khán giả: 9,182 Trọng tài: Stéphanie Frappart (Pháp) |  |

| 27 tháng 2 năm 2019 SheBelieves Cup | Hoa Kỳ                     | 2–2      | Nhật Bản                      | Chester, Pennsylvania                                                                               |  |
| 19:00 ET                            | - Rapinoe 23' - Morgan 76' | Chi tiết | - Nakajima 67' - Momiki 90+1' | Sân vận động: Sân vận động Talen Energy Lượng khán giả: 14,555 Trọng tài: Melissa Borjas (Honduras) |  |

| 2 tháng 3 năm 2019 SheBelieves Cup | Hoa Kỳ                    | 2–2      | Anh                         | Nashville, Tennessee                                                                             |  |
| 16:30 ET                           | - Rapinoe 32' - Heath 66' | Chi tiết | - Houghton 35' - Parris 52' | Sân vận động: Sân vận động Nissan Lượng khán giả: 22,125 Trọng tài: Marianela Araya (Costa Rica) |  |

| 5 tháng 3 năm 2019 SheBelieves Cup | Hoa Kỳ      | 1–0      | Brasil | Tampa, Florida                                                                                         |  |
| 20:00 ET                           | - Heath 20' | Chi tiết |        | Sân vận động: Sân vận động Raymond James Lượng khán giả: 14,009 Trọng tài: Carol Anne Chénard (Canada) |  |

| 4 tháng 4 năm 2019 Giao hữu | Hoa Kỳ                                                   | 5–3      | Úc                                    | Commerce City, Colorado                                                                       |  |
| 21:00 ET                    | - Morgan 14' - Heath 53' - Rapinoe 61' - Pugh 67', 90+5' | Chi tiết | - De Vanna 29' - Foord 47' - Kerr 81' | Sân vận động: Dick's Sporting Goods Park Lượng khán giả: 17,264 Trọng tài: Karen Abt (Hoa Kỳ) |  |

| 7 tháng 4 năm 2019 Giao hữu | Hoa Kỳ                                                                 | 6–0      | Bỉ | Los Angeles, California                                                                                     |  |
| 21:00 ET                    | - Lloyd 14', 19' - Horan 26' - Mewis 33' - Morgan 52' - McDonald 90+1' | Chi tiết |    | Sân vận động: Sân vận động Banc of California Lượng khán giả: 20,941 Trọng tài: Ekaterina Koroleva (Hoa Kỳ) |  |

| 12 tháng 5 năm 2019 Giao hữu | Hoa Kỳ                         | 3–0      | Nam Phi | Santa Clara, California                                                                       |  |
| 16:30 ET                     | - Mewis 37', 78' - Lloyd 90+2' | Chi tiết |         | Sân vận động: Sân vận động Levi's Lượng khán giả: 22,788 Trọng tài: Odette Hamilton (Jamaica) |  |

| 16 tháng 5 năm 2019 Giao hữu | Hoa Kỳ                                                 | 5–0      | New Zealand | St. Louis, Missouri                                                                   |  |
| 20:00 ET                     | - Heath 35' - Lavelle 40' - Lloyd 61', 83' - Mewis 84' | Chi tiết |             | Sân vận động: Sân vận động Busch Lượng khán giả: 35,761 Trọng tài: Karen Abt (Hoa Kỳ) |  |

| 26 tháng 5 năm 2019 Giao hữu | Hoa Kỳ                             | 3–0      | México | Harrison, New Jersey                                                                               |  |
| 12:00 ET                     | - Heath 11' - Pugh 76' - Press 88' | Chi tiết |        | Sân vận động: Red Bull Arena Lượng khán giả: 26,332 Trọng tài: Crystal Sobers (Trinidad và Tobago) |  |

| 11 tháng 6 năm 2019 Bảng F World Cup | Hoa Kỳ | 13–0     | Thái Lan | Reims, Pháp                                                                                              |  |
| 15:00 ET                             | - Morgan 12', 53', 74', 81', 87' - Lavelle 20', 56' - Horan 32' - Mewis 50', 54' - Rapinoe 79' - Pugh 84' - Lloyd 90+2' | Chi tiết |          | Sân vận động: Sân vận động Auguste-Delaune Lượng khán giả: 18,591 Trọng tài: Laura Fortunato (Argentina) |  |

| 16 tháng 6 năm 2019 Bảng F World Cup | Hoa Kỳ                      | 3–0      | Chile | Paris, Pháp                                                                         |  |
| 12:00 ET                             | - Lloyd 11', 35' - Ertz 26' | Chi tiết |       | Sân vận động: Parc des Princes Lượng khán giả: 45,594 Trọng tài: Riem Hussein (Đức) |  |

| 20 tháng 6 năm 2019 Bảng F World Cup | Thụy Điển | 0–2      | Hoa Kỳ                            | Le Havre, Pháp                                                                                   |  |
| 15:00 ET                             |           | Chi tiết | - Horan 3' - Andersson 50' (l.n.) | Sân vận động: Sân vận động Océane Lượng khán giả: 22,418 Trọng tài: Anastasia Pustovoitova (Nga) |  |

| 24 tháng 6 năm 2019 Vòng 16 đội World Cup | Tây Ban Nha  | 1–2      | Hoa Kỳ                            | Reims, Pháp                                                                                            |  |
| 12:00 ET                                  | - Hermoso 9' | Chi tiết | - Rapinoe 7' (ph.đ.), 76' (ph.đ.) | Sân vận động: Sân vận động Auguste-Delaune Lượng khán giả: 19,633 Trọng tài: Katalin Kulcsár (Hungary) |  |

| 28 tháng 6 năm 2019 Tứ kết World Cup | Pháp         | 1–2      | Hoa Kỳ            | Paris, Pháp                                                                                |  |
| 13:00 ET                             | - Renard 81' | Chi tiết | - Rapinoe 5', 65' | Sân vận động: Parc des Princes Lượng khán giả: 45,595 Trọng tài: Kateryna Monzul (Ukraina) |  |

| 2 tháng 7 năm 2019 Bán kết World Cup | Anh         | 1–2      | Hoa Kỳ                   | Décines-Charpieu, Pháp                                                                               |  |
| 15:00 ET                             | - White 19' | Chi tiết | - Press 10' - Morgan 31' | Sân vận động: Parc Olympique Lyonnais Lượng khán giả: 53,512 Trọng tài: Edina Alves Batista (Brasil) |  |

| 7 tháng 7 năm 2019 Chung kết World Cup | Hoa Kỳ                              | 2–0 | Hà Lan | Décines-Charpieu, Pháp                                                                            |  |
| 11:00 ET                               | - Rapinoe 61' (ph.đ.) - Lavelle 69' |     |        | Sân vận động: Parc Olympique Lyonnais Lượng khán giả: 57,900 Trọng tài: Stéphanie Frappart (Pháp) |  |

| 3 tháng 8 năm 2019 Giao hữu | Hoa Kỳ                              | 3–0      | Cộng hòa Ireland | Pasadena, California                                                              |  |
| 22:00 ET                    | - Heath 16' - Horan 31' - Lloyd 41' | Chi tiết |                  | Sân vận động: Rose Bowl Lượng khán giả: 37,040 Trọng tài: Katja Koroleva (Hoa Kỳ) |  |

| 29 tháng 8 năm 2019 Giao hữu | Hoa Kỳ                                        | 4–0      | Bồ Đào Nha | Philadelphia, Pennsylvania                                                                |  |
| 19:00 ET                     | - Heath 4' - Brian 18' - Lloyd 52' - Long 82' | Chi tiết |            | Sân vận động: Lincoln Financial Lượng khán giả: 49.504 Trọng tài: Katja Koroleva (Hoa Kỳ) |  |

| 3 tháng 9 năm 2019 Giao hữu | Hoa Kỳ                              | 3–0      | Bồ Đào Nha | St Paul, Minnesota                                                              |  |
| 20:00 ET                    | - Lloyd 22', 32' (Pen.) - Horan 83' | Chi tiết |            | Sân vận động: Allianz Lượng khán giả: 19.600 Trọng tài: Katja Koroleva (Hoa Kỳ) |  |

| 3 tháng 10 năm 2019 Giao hữu | Hoa Kỳ                  | 2–0      | Hàn Quốc | Charlotte, North Carolina                                                                    |  |
| 19:00 ET                     | - Long 45+3' - Pugh 76' | Chi tiết |          | Sân vận động: Bank of America Lượng khán giả: 30071 Trọng tài: Gillian Martindale (Barbados) |  |

| 6 tháng 10 năm 2019 Giao hữu | Hoa Kỳ      | 1–1      | Hàn Quốc | Chicago, Illinois                                                            |  |
| 14:00 ET                     | - Lloyd 37' | Chi tiết | - Ji 34' | Sân vận động: Soldier Lượng khán giả: 33027 Trọng tài: Katia Garcia (México) |  |

| 7 tháng 11 năm 2019 Giao hữu | Hoa Kỳ                      | 3–2      | Thụy Điển           | Columbus, Ohio                                                                |  |
| 19:30 ET                     | - Lloyd 6', 31' - Press 28' | Chi tiết | - Anvegård 75', 79' | Sân vận động: MAPFRE Lượng khán giả: 20903 Trọng tài: Katja Koroleva (Hoa Kỳ) |  |

| 10 tháng 11 năm 2019 Giao hữu | Hoa Kỳ                                                                     | 6–0      | Costa Rica | Jacksonville, Florida                                                       |  |
| 20:00 ET                      | - Lloyd 4' - Brian 10' - Williams 50', 68' - Press 56' - Blanco 86' (l.n.) | Chi tiết |            | Sân vận động: TIAA Bank Lượng khán giả: 12914 Trọng tài: Karen Abt (Hoa Kỳ) |  |

- US Football Schedule
- US Football Results
- USA: Fixtures and Results – FIFA.com Lưu trữ ngày 22 tháng 2 năm 2015 tại Wayback Machine

## Kỉ lục cá nhân
Đội tuyển nữ Hoa Kỳ là đội tuyển sở hữu 6 cầu thủ đầu tiên trong lịch sử bóng đá khoác áo đội tuyển quốc gia đủ 200 lần (cả nam và nữ) gồm: Kristine Lilly, Christie Rampone, Mia Hamm, Julie Foudy, Joy Fawcett, Tiffeny Milbrett. Sau này còn có nhiều cầu thủ nữ của các quốc gia khác lặp lại thành tích này cũng như 4 cầu thủ Mỹ gồm: Kate Markgraf, Abby Wambach, Heather O'Reilly, Carli Lloyd và Hope Solo. Kristine Lilly, Carli Lloyd và Christie Rampone là những cầu thủ duy nhất có trên 300 trận quốc tế.
Các cầu thủ in đậm vẫn còn thi đấu cho đội tuyển quốc gia. Số liệu tính tới ngày 30 tháng 11 năm 2021.
| STT | Tên cầu thủ      | Số trận | Bàn thắng | Thời gian thi đấu |
| --- | ---------------- | ------- | --------- | ----------------- |
| 1   | Kristine Lilly   | 354     | 130       | 1987–2010         |
| 2   | Carli Lloyd      | 316     | 134       | 2005–2021         |
| 3   | Christie Rampone | 311     | 2         | 1997–2015         |
| 4   | Mia Hamm         | 276     | 158       | 1987–2004         |
| 5   | Julie Foudy      | 274     | 45        | 1988–2004         |
| 6   | Abby Wambach     | 256     | 184       | 2001–2015         |
| 7   | Joy Fawcett      | 241     | 27        | 1987–2004         |
| 8   | Heather O'Reilly | 231     | 47        | 2002–2016         |
| 9   | Tiffeny Milbrett | 206     | 100       | 1991–2005         |
| 10  | Hope Solo        | 202     | 0         | 2000–2016         |

| STT | Tên cầu thủ      | Bàn thắng | Số trận | Thời gian thi đấu | Avg  |
| --- | ---------------- | --------- | ------- | ----------------- | ---- |
| 1   | Abby Wambach     | 184       | 256     | 2001–2015         | 0.72 |
| 2   | Mia Hamm         | 158       | 276     | 1987–2004         | 0.57 |
| 3   | Carli Lloyd      | 134       | 316     | 2005–2021         | 0.42 |
| 4   | Kristine Lilly   | 130       | 354     | 1987–2010         | 0.37 |
| 5   | Alex Morgan      | 115       | 190     | 2010–             | 0.61 |
| 6   | Michelle Akers   | 107       | 155     | 1985–2000         | 0.69 |
| 7   | Tiffeny Milbrett | 100       | 206     | 1991–2005         | 0.49 |
| 8   | Cindy Parlow     | 75        | 158     | 1996–2004         | 0.47 |
| 9   | Christen Press   | 64        | 155     | 2013–             | 0.41 |
| 10  | Megan Rapinoe    | 62        | 187     | 2006–             | 0.33 |

### Danh sách đội trưởng
| Năm làm đội trưởng | Tên cầu thủ      | Số trận | Bàn thắng | Thời gian thi đấu |
| ------------------ | ---------------- | ------- | --------- | ----------------- |
| 1985               | Denise Bender    | 4       | 0         | 1985              |
| 1986–1987          | Emily Pickering  | 15      | 2         | 1985–1992         |
| 1988–1991          | Lori Henry       | 39      | 3         | 1985–1991         |
| 1991               | April Heinrichs  | 46      | 35        | 1986–1991         |
| 1993–2000          | Carla Overbeck   | 170     | 4         | 1988–2000         |
| 2000–2004          | Julie Foudy      | 274     | 45        | 1987–2004         |
| 2000–2004          | Joy Fawcett      | 241     | 27        | 1987–2004         |
| 2004–2008          | Kristine Lilly   | 354     | 130       | 1987–2010         |
| 2008–2015          | Christie Rampone | 311     | 4         | 1997–2015         |
| 2016–2018          | Becky Sauerbrunn | 199     | 0         | 2008–             |
| 2016–2020          | Carli Lloyd      | 281     | 113       | 2005–2021         |
| 2018–2020          | Alex Morgan      | 190     | 115       | 2010–             |
| 2018–2020          | Megan Rapinoe    | 187     | 62        | 2006–             |
| 2021–              | Becky Sauerbrunn | 199     | 0         | 2008–             |

## Danh hiệu khác
| - Giải vô địch và Cúp vàng CONCACAF Vô địch: 1991, 1993, 1994, 2000, 2002, 2006, 2014 - Vòng loại bóng đá nữ Olympic 2016 CONCACAF Vô địch: 2004, 2008, 2012, 2016 - Cúp Algarve Vô địch: 2000, 2003, 2004, 2005, 2007, 2008, 2010, 2011, 2013, 2015 - U.S. Cup Vô địch: 1995, 1996, 1997, 1998, 1999, 2000, 2002 - Giải bóng đá nữ bốn quốc gia Vô địch: 1998, 2003, 2004, 2006, 2007, 2008, 2011 - Peace Queen Cup Vô địch: 2006, 2008 | - Albena Cup Vô địch: 1991 - SheBelieves Cup Vô địch: 2016, 2018 - Giải kỷ niệm 100 năm DFB Vô địch: 2000 - Cúp Thái Bình Dương Vô địch: 2000 - Cúp Brasil Vô địch: 1996 - Cúp Bắc Mỹ Vô địch: 1990 - Cúp Canada Vô địch: 1990 | - Cúp Úc Vô địch: 2000 - Tournoi International Vô địch: 1995 - Cúp Chiquita Vô địch: 1994 - Tri-Nations Tournament Vô địch: 1994 - Goodwill Games Vô địch: 1998 - Cúp Columbus Vô địch: 1993 |